# Зотрум
Зотрум (нем. Sottrum) — община в Германии, в земле Нижняя Саксония.
Входит в состав района Ротенбург-на-Вюмме. Подчиняется управлению Зоттрум. Население составляет 6053 человека (на 31 декабря 2010 года). Занимает площадь 28,58 км².
Коммуна подразделяется на 3 сельских округа.